# Basarab II.
Basarab II. († um 1458), Sohn von Dan II., war Fürst der Walachei von 1442 bis 1443.
Nach dem osmanischen Teilsieg über Transsylvanien 1442 wurde Basarab II. von Johann Hunyadi zum Fürst der Walachei ernannt. Mit Hilfe der Osmanen wurde Basarab II. 1443 jedoch wieder von Vlad II. Dracul entthront.
| Vorgänger  | Amt                          | Nachfolger      |
| ---------- | ---------------------------- | --------------- |
| Mircea II. | Fürst der Walachei 1442–1443 | Vlad II. Dracul |

| Personendaten    | Personendaten                        |
| ---------------- | ------------------------------------ |
| NAME             | Basarab II.                          |
| KURZBESCHREIBUNG | Herrscher der Walachei               |
| GEBURTSDATUM     | 14. Jahrhundert oder 15. Jahrhundert |
| STERBEDATUM      | um 1458                              |